# Turusild
Le pont du marché  (en estonien : Turusild) est un pont de circulation douce du quartier Annelinn de Tartu en Estonie.
,.

## Présentation
Turusild est le premier et, en 2008, le seul pont à haubans de Tartu.
Le pont a été conçu par le bureau d'architecte OÜ Tartu Arhitektuuribüro et par K-Most.
La construction réalisée par K-Most s'est achevée en 2003.
Le pont relie le marché en plein air de Tartu à Annelinn et est destiné uniquement a la circulation douce.
La longueur du pont est de 251,5 mètres et la partie suspendue est soutenue par 7 paires de haubans. 
La hauteur sous le pont est de 7,5 mètres.
Au sommet du pont se trouve une girouette de 3,5 m de haut, appelée Lennuk (Avion), forgée par Ivar Feldmann et représentant la Ligue hanséatique. 
En 2003, le pont a reçu le titre d'action de l'année par les citoyens de la ville de Tartu.

## Galerie

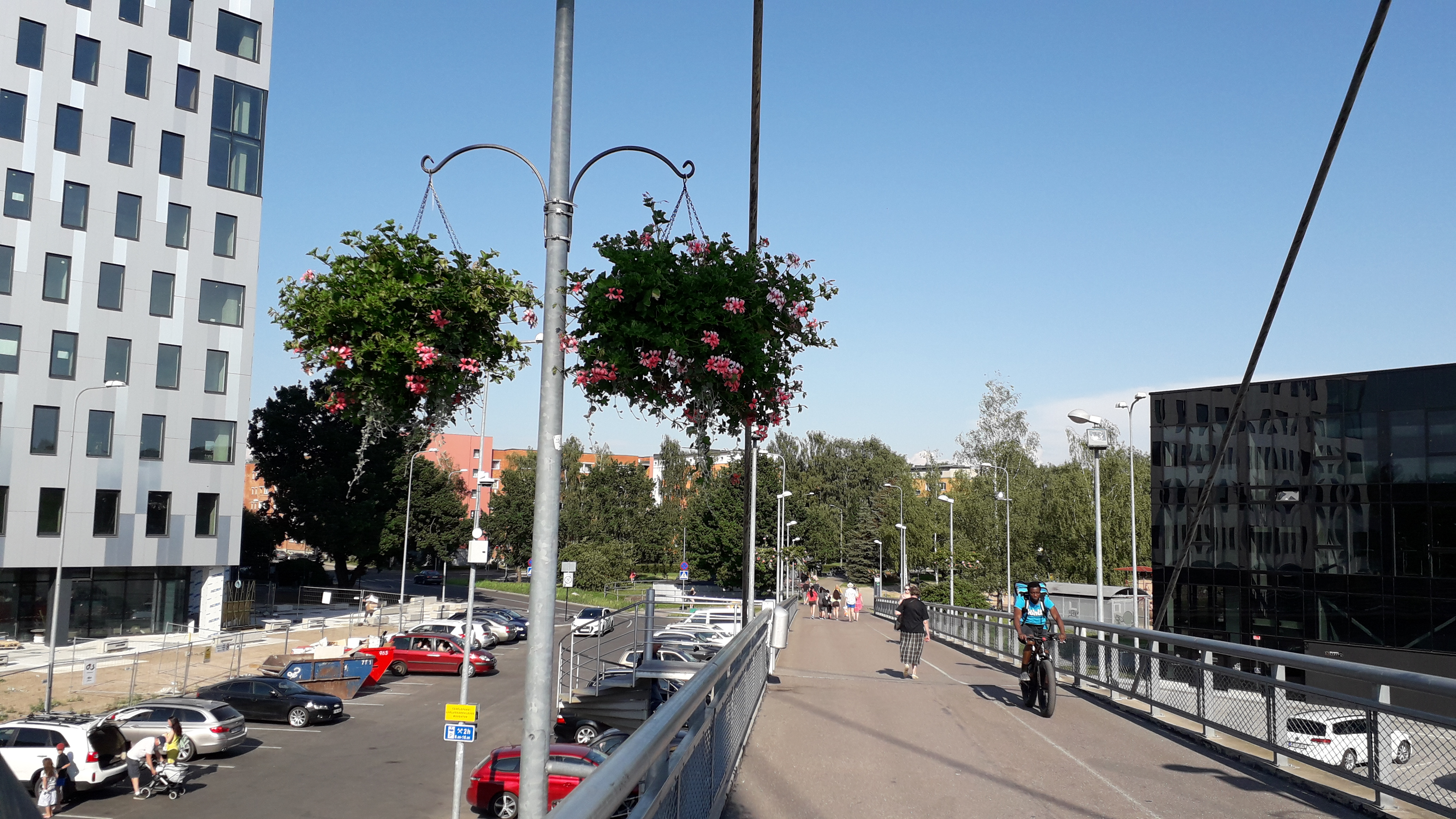
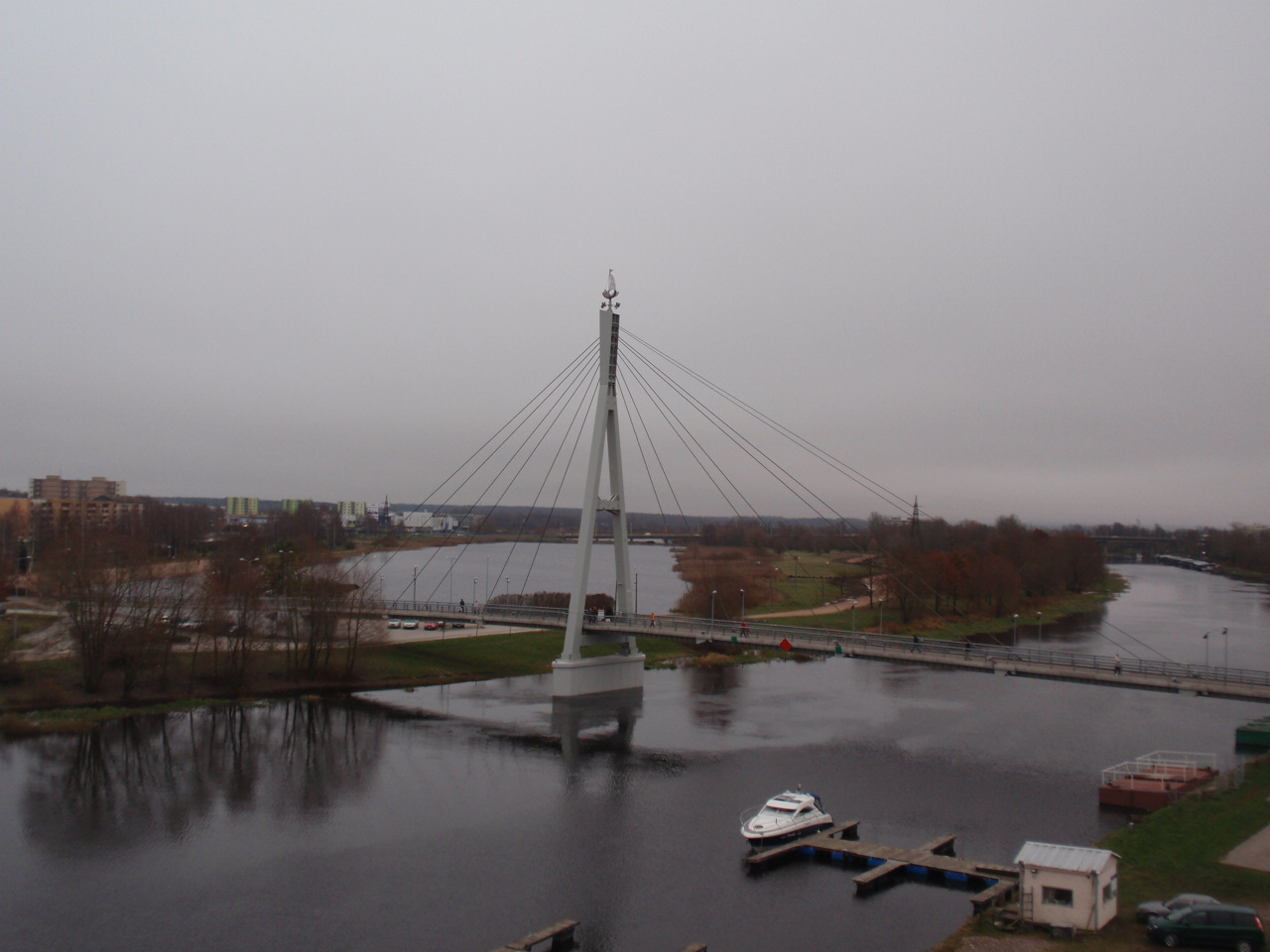
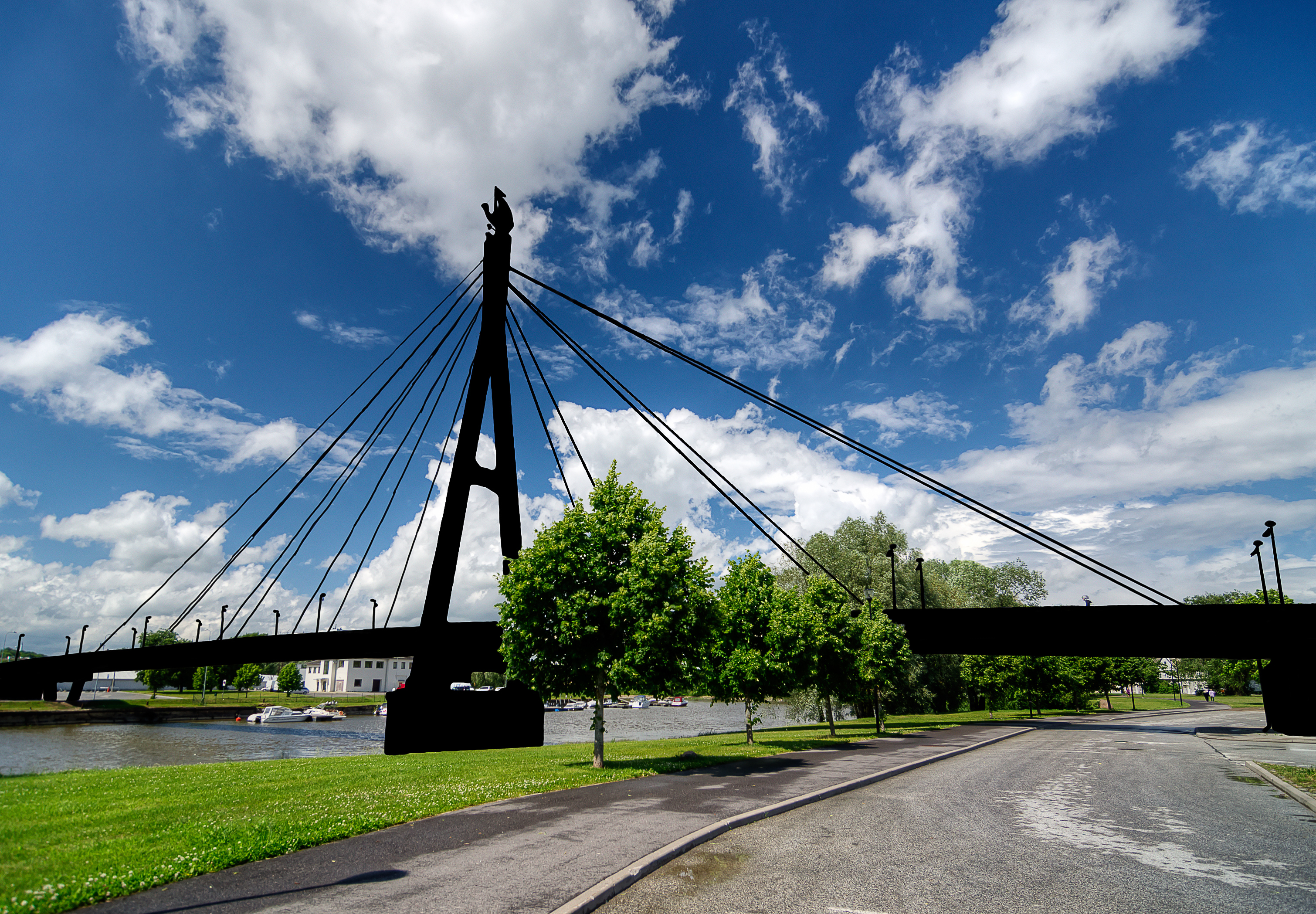